# 石角路

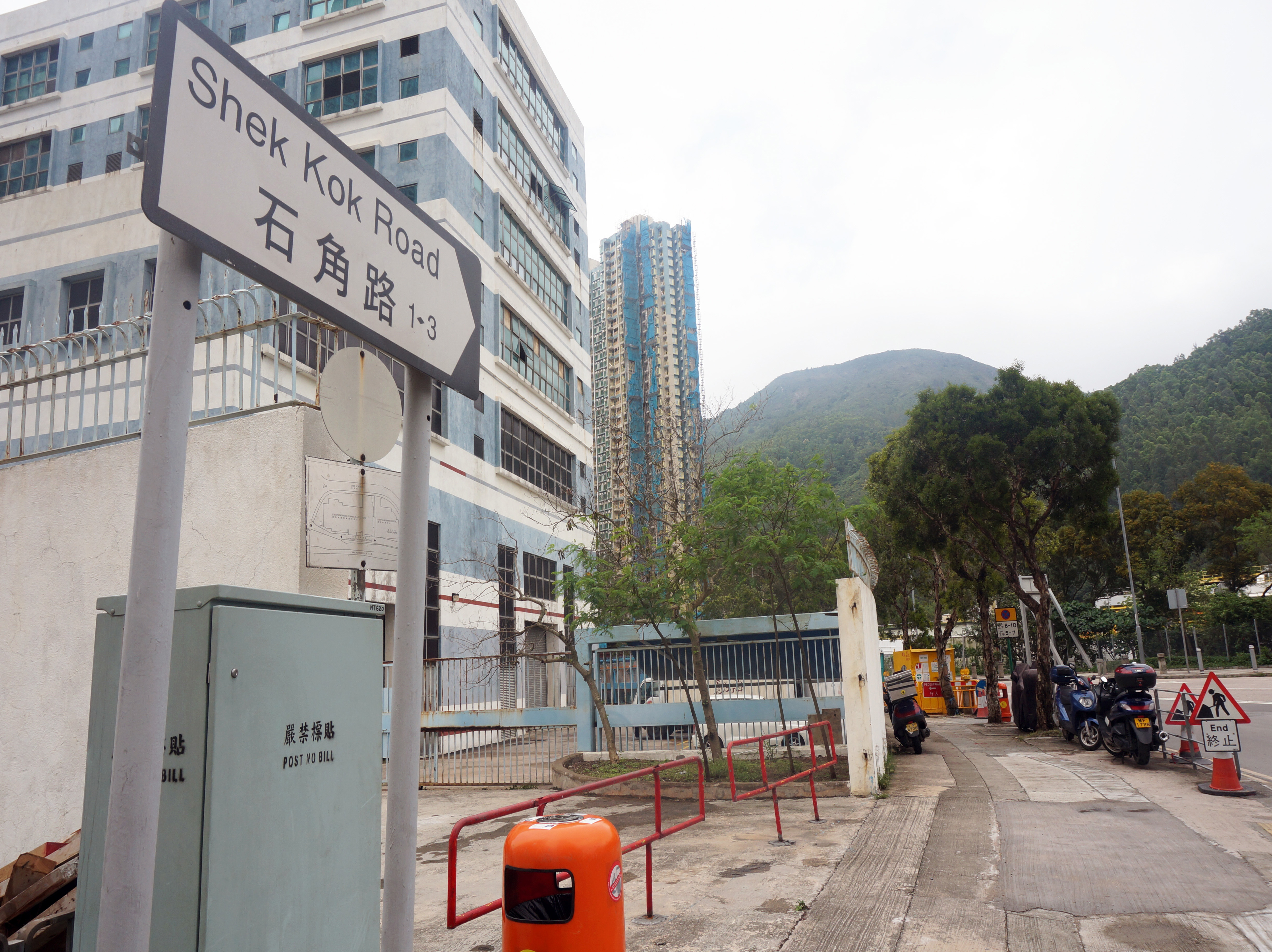
石角路的路牌，捷和神鋼中心及峻瀅

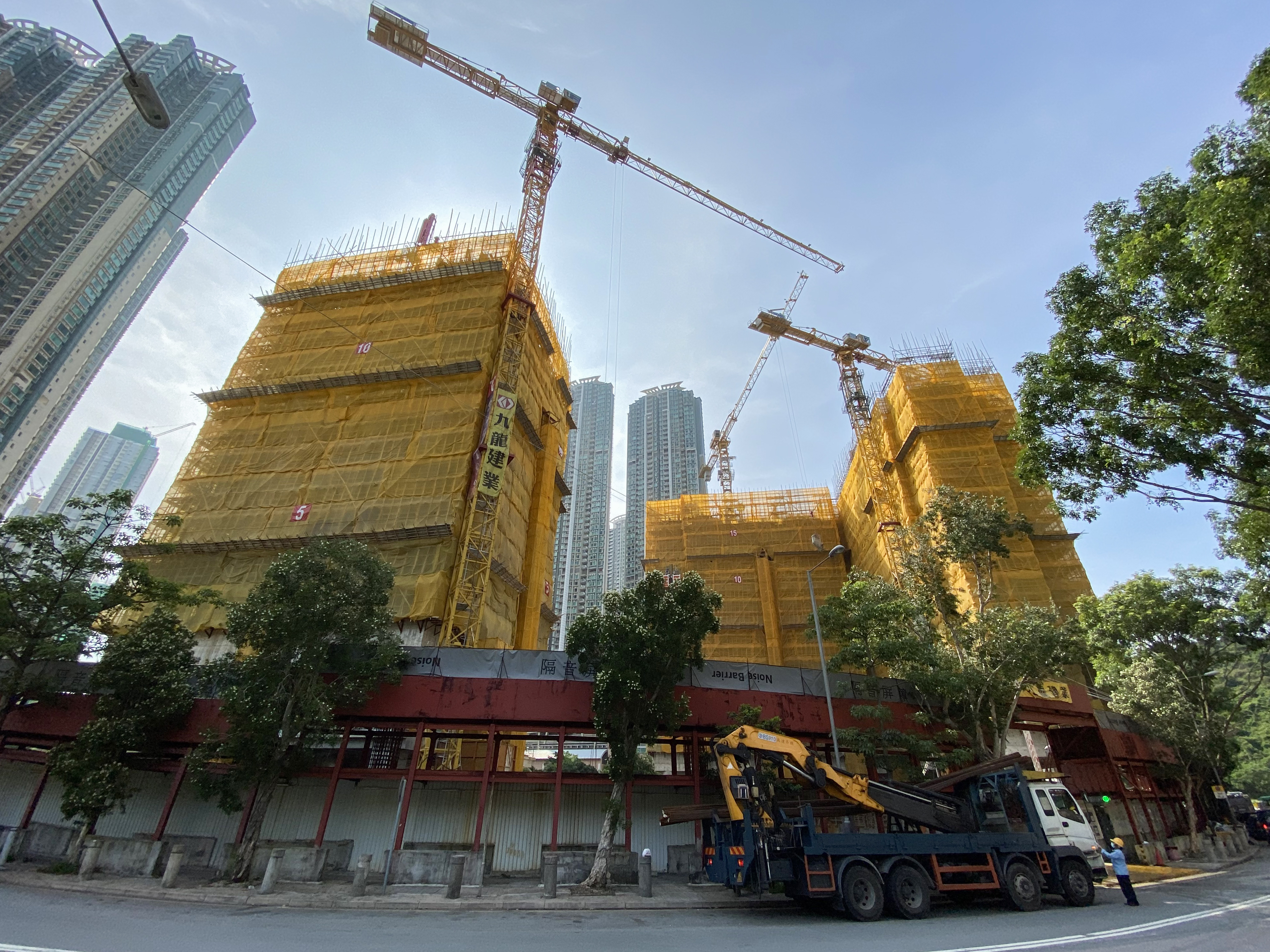
海茵莊園地盤（2020年8月）

石角路（英語：Shek Kok Road），位於香港新界西貢區將軍澳小赤沙的一條道路，鄰近日出康城及峻瀅，道路北面是迴旋處，而南面與環保大道連接。石角路亦為將軍澳少數允許新界的士營業的道路之一，亦為新界的士在將軍澳的營業範圍最南端的道路。

## 住宅項目
- 峻瀅，由長實發展，位於將軍澳85區石角路1及3號捷和神鋼中心住宅重建項目，第2度向城規會提交發展修訂方案，建議縮減地盤面積，而擬建總樓面亦削減約3.9萬方呎至約51.22萬方呎，單位量亦減少58個至666個。
- 海茵莊園，由九龍建業發展，前身為捷和神鋼中心及捷和神鋼製鋼廠。項目設有2座大廈，提供1,556伙單位，主要以1房為主，在2022年落成。

## 事件
2012年2月12日，將軍澳石角路一個地盤山邊，下午一時許，發現一具屍體，警員到場調查。現場消息指，屍體嚴重腐化，相信死者是一名中年男人，膝蓋以下小腿部分被切除，不排除有兇殺成分。
2012年10月28日，早上8時45分，一名警員於石角路擬檢控一輛違例寶馬房車時，司機為逃避遭檢控，匆匆開車離開，期間不慎輾過警員腳部，導致警員腳部受傷，需由救護車送院治理。

## 鄰近
- 環保大道
- 日出康城
- 康城站
- 峻瀅
- 將軍澳基本污水處理廠
- 政府化驗所大樓（擬建）
- 思貝禮國際學校